# Grand Prix du Midi libre
Le Grand Prix du Midi libre est une ancienne épreuve cycliste, organisée de 1949 à 2002, historiquement par le journal du même nom.

## Histoire
Selon les périodes, l'épreuve se déroulait en mai ou juin, peu avant ou peu après le Critérium du Dauphiné libéré, en préparation au Tour de France. C'était une épreuve de moyenne montagne pour permettre aux coureurs de se préparer en douceur pour le Tour de France. C’était l'une des courses à étapes les plus prestigieuses du calendrier français.
À ses débuts en 1949, le Midi libre est une course d'un jour tracé sur 250 kilomètres entre Montpellier et Carcassonne. La course passe à deux étapes en 1954, puis trois en 1958, quatre en 1961, cinq en 1970 et six étapes en 1987.
Eddy Merckx en 1971 et Miguel Indurain en 1995 se sont imposés sur la course juste avant de remporter un nouveau Tour de France. Jean-René Bernaudeau l'a remporté quatre fois consécutivement entre 1980 et 1983.
En 2000, le groupe Le Monde rachète le journal Midi libre, organisateur de la course, et annonce un moratoire de deux ans avant de décider du sort du Grand Prix. En septembre 2002, la « suspension » de la course est annoncée, dans l'attente d'un repreneur,. En 2004, il y eut une tentative de création d’un Tour du Languedoc-Roussillon qui ne connut qu'une seule édition.
Les plus grands cyclistes ont gagné cette épreuve comme Raphaël Géminiani, Luis Ocaña, Eddy Merckx, Raymond Poulidor,  Miguel Indurain et Laurent Jalabert.

## Palmarès
| Année | Vainqueur                | Deuxième                    | Troisième                 |
| ----- | ------------------------ | --------------------------- | ------------------------- |
| 2002  | Non attribué             | Álvaro González de Galdeano | José Azevedo              |
| 2001  | Iban Mayo                | Benoît Salmon               | Christophe Moreau         |
| 2000  | Didier Rous              | Georg Totschnig             | Tadej Valjavec            |
| 1999  | Benoît Salmon            | Alexandre Vinokourov        | José Alberto Martínez     |
| 1998  | Laurent Dufaux           | Christophe Rinero           | Laurent Brochard          |
| 1997  | Alberto Elli             | Georg Totschnig             | Bart Voskamp              |
| 1996  | Laurent Jalabert         | Laurent Brochard            | Richard Virenque          |
| 1995  | Miguel Indurain          | Richard Virenque            | Thierry Laurent           |
| 1994  | Ján Svorada              | Pavel Tonkov                | Roberto Conti             |
| 1993  | Maurizio Fondriest       | Dominique Arnould           | Roberto Pelliconi         |
| 1992  | Luc Leblanc              | Ján Svorada                 | Viatcheslav Ekimov        |
| 1991  | Gilbert Duclos-Lassalle  | Martial Gayant              | Frank Van Den Abeele      |
| 1990  | Gérard Rué               | Dominique Arnaud            | Jean-Claude Colotti       |
| 1989  | Jérôme Simon             | Gérard Rué                  | Jean-Claude Colotti       |
| 1988  | Claude Criquielion       | Éric Boyer                  | Jos Haex                  |
| 1987  | Patrice Esnault          | Julián Gorospe              | Marc Madiot               |
| 1986  | Claude Criquielion       | Jean-René Bernaudeau        | Pello Ruiz Cabestany      |
| 1985  | Silvano Contini          | Éric Caritoux               | François Lemarchand       |
| 1984  | Dominique Garde          | Marc Durant                 | Alain Vigneron            |
| 1983  | Jean-René Bernaudeau     | Joop Zoetemelk              | Patrick Bonnet            |
| 1982  | Jean-René Bernaudeau     | Francesco Moser             | Kim Andersen              |
| 1981  | Jean-René Bernaudeau     | Christian Levavasseur       | Ludo Peeters              |
| 1980  | Jean-René Bernaudeau     | Joaquim Agostinho           | Johan van der Velde       |
| 1979  | Giuseppe Saronni         | Joaquim Agostinho           | Pierre-Raymond Villemiane |
| 1978  | Claudio Bortolotto       | Gilbert Le Lay              | Ludo Loos                 |
| 1977  | Wladimiro Panizza        | Bernard Thévenet            | Joop Zoetemelk            |
| 1976  | Alain Meslet             | Lucien Van Impe             | Bernard Hinault           |
| 1975  | Francesco Moser          | Joop Zoetemelk              | Christian Seznec          |
| 1974  | Jean-Pierre Danguillaume | Barry Hoban                 | Frans Verbeeck            |
| 1973  | Raymond Poulidor         | Joop Zoetemelk              | Mariano Martinez          |
| 1972  | Cyrille Guimard          | Joop Zoetemelk              | Yves Hézard               |
| 1971  | Eddy Merckx              | Joop Zoetemelk              | André Dierickx            |
| 1970  | Walter Ricci             | José Gómez Lucas            | Charly Grosskost          |
| 1969  | Luis Ocaña               | Ferdinand Bracke            | Rémi Van Vreckom          |
| 1968  | non disputé              | non disputé                 | non disputé               |
| 1967  | Michel Grain             | Roger Pingeon               | Raymond Poulidor          |
| 1966  | Jean-Claude Theillière   | Raymond Delisle             | Julien Delocht            |
| 1965  | André Foucher            | Jean Stablinski             | Tom Simpson               |
| 1964  | André Foucher            | Raymond Mastrotto           | Victor Van Schil          |
| 1963  | Fernando Manzaneque      | Jan Janssen                 | Édouard Delberghe         |
| 1962  | Michel Stolker           | Édouard Delberghe           | Joseph Groussard          |
| 1961  | Joseph Groussard         | Jean-Claude Annaert         | Raymond Poulidor          |
| 1960  | Valentin Huot            | Marcel Queheille            | Raymond Mastrotto         |
| 1959  | Jean Brankart            | François Mahé               | Raymond Mastrotto         |
| 1958  | Francis Pipelin          | Joseph Morvan               | François Mahé             |
| 1957  | Jean-Pierre Schmitz      | Frans Schoubben             | Valentin Huot             |
| 1956  | Antonin Rolland          | René Privat                 | Ugo Anzile                |
| 1955  | Miguel Poblet            | Lucien De Munster           | Alfred De Bruyne          |
| 1954  | Jésus Martinez           | Siro Bianchi                | Georges Meunier           |
| 1953  | Pierre Nardi             | Paul Matteoli               | Adolphe Deledda           |
| 1952  | Siro Bianchi             | Louison Bobet               | Marius Bonnet             |
| 1951  | Raphaël Géminiani        | Roger Buchonnet             | Antonio Gelabert          |
| 1950  | Antonin Rolland          | Raphaël Géminiani           | Pierre Fautrier           |
| 1949  | Henri Massal             | Marius Bonnet               | Raphaël Géminiani         |